# Mario Basler
Mario Basler (Neustadt (Weinstraße), 1968. december 18. –) Európa-bajnok német labdarúgó, csatár, edző. A pontrúgás specialista Basler számos gólját szerezte szabadrúgásból és kettőt közvetlenül szögletrúgásból.

## Pályafutása

### Klubcsapatban
1974-ben a VfL Neustadt csapatában kezdte a labdarúgást. 1984-től volt az 1. FC Kaiserslautern labdarúgója, ahol először a korosztályos, majd az amatőr csapatban szerepelt. 1987 és 1989 között tagja volt az első csapatnak, de mindössze egy bajnoki mérkőzésen jutott szóhoz. 1989 és 1991 között a Rot-Weiß Essen, 1991 és 1993 között a Hertha BSC csapataiban játszott a másodosztályban. 1993-ban az élvonalbeli Werder Bremenhez szerződött, ahol 1993–94-ben német kupa-győzelmet ért el a csapattal és bajnoki gólkirály lett. A következő szezonban bajnoki ezüstérmet szerzett az együttessel. 1996-ban a Bayern Münchenhez igazolt, ahol két bajnoki címet és egy német kupa-győzelmet ért el. Az 1999-es BL-döntőben ő szerezte a Bayern vezető gólját szabadrúgásból a mérkőzés hatodik percében a Manchester United ellen, ahol az utolsó percekben kapott két góllal mégis kikapott a bajor csapat. 1999-ben visszatért nevelő egyesületéhez, az 1. FC Kaiserslautern és négy idényen át itt játszott. A 2003–04-es évben a katari Al-Rayyan csapatában szerepelt. 2004-ben vonult vissza a profi labdarúgástól.

### A válogatottban
1994 és 1998 között 30 alkalommal szerepelt a német válogatottban és két gólt szerzett. Tagja volt az 1996-os Európa-bajnok csapatnak Angliában, de pályára egy mérkőzésen sem lépett.

### Edzőként
2004-ben a SSV Jahn Regensburg vezetőedzőjeként kezdte edzői pályafutását, de pár hónap múlva kirúgták. 2007 júliusában a TuS Koblenz segédedzője lett. Egy év múlva az SV Eintracht Trier 05 vezetőedzője és menedzsere lett, de 2010. február 21-én kirúgták a klubtól. 2010 augusztusában az SV Wacker Burghausen menedzsereként kapott munkát de a csapattal a szezon végén kiesett a bajnokságból ezért elbocsátották. 2011. októbertől a Rot-Weiß Oberhausen edzője volt, de 2012. szeptember 14-én felmondtak neki miután hét mérkőzésből négyszer vesztett a csapattal.

## Sikerei, díjai
Németország
- Európa-bajnokság
  - aranyérmes: 1996, Anglia

 SV Werder Bremen
- Német bajnokság (Bundesliga)
  - 2.: 1994–95
  - gólkirály: 1993–94
- Német kupa (DFB-Pokal)
  - győztes: 1994
- Német szuperkupa (DFB-Supercup)
  - győztes: 1993, 1994

 FC Bayern München
- Német bajnokság (Bundesliga)
  - bajnok: 1996–97, 1998–99
  - 2.: 1997–98
- Német kupa (DFB-Pokal)
  - győztes: 1998
- Német ligakupa (DFB-Ligapokal)
  - győztes: 1997, 1998, 1999
- UEFA-bajnokok ligája
  - döntős: 1998–99

 1. FC Kaiserslautern
- Német kupa (DFB-Pokal)
  - döntős: 2003